# 필 네빌
필립 존 "필" 네빌(Philip John "Phil" Neville, 1977년 1월 21일, 잉글랜드 베리 ~ )은 잉글랜드 출신의 전직 프로 축구 선수이자 현직 축구 감독이다. 현재는 포틀랜드 팀버스의 감독을 역임하고 있다.
맨체스터 유나이티드 FC에서 유소년 선수 출신으로 맨유와 에버턴 FC에서만 선수 생활을 보냈다. 그는 수비수와 미드필더에서 두루 활약 할 수 있는 멀티 플레이어이다. 수비수로 뛸 때에는 수비 전 포지션에서 고루 뛸 수 있으며 미드필더로 뛸 때에는 수비형 미드필더의 위치에서 가장 좋은 활약을 했었다. 또한 뛰어난 리더십을 가지고 있어 에버턴 FC의 주장을 맡기도 했다.
그의 형인 게리 네빌 역시 맨체스터 유나이티드 FC 유소년 출신으로 맨유의 주장으로 활약하다 은퇴했으며 그의 쌍둥이 여자 형제인 트레이시 네빌은 넷볼 선수이다. 2013년 5월 28일 현역 은퇴를 선언했으며 에버턴의 감독이었던 데이비드 모이스를 따라 맨유의 수석코치로 오기로 했다.
2014년 모예스가 경질되고, 라이언 긱스가 감독 대행을 맡자, 맨유의 수석코치에 연임되었고, 폴 스콜스, 니키 버트 등과 함께 코치로 활약하게 되었으며, 과거 맨유를 호령했던 퍼거슨의 아이들이 뭉쳐 추락하는 맨유를 이끌어 과거의 영광을 재현할 준비를 하였다. 그 후, 필 네빌은 6월 28일에 스페인 프리메라리가 발렌시아의 수석 코치로 부임하였다. 2018년 1월 23일에는 잉글랜드 여자 축구 국가대표팀 감독으로 임명되었다.